# Canalul Matca
Canalul Matca este un canal antropic ce unește pârâul Bigic, afluent stânga al râului Crișul Alb, cu râul Mureș. El colectează tributarii Mureșului dinspre Munții Zarandului. Scopul său este de a furniza apă pentru irigații și de colector de ape mari.
În lungul acestui canal se produce un transport de apă din bazinul hidrografic al râului Mureș spre bazinul Crișul Alb apreciat de Institutul de Meteorologie și Hidrologie la circa 9.000.000 m³/an. 
Captarea apei se face din râul Mureș prin priza de apă de la Păuliș. Debitul maxim este de 20 m³/s, iar debitul mediu de 4 m³/s. Stația de pompare de la Păuliș furnizează acestui canal o cantitate de apă de circa 4 m³/s, preluată din Mureș, la care se adaugă, în aceeași albie, apele ce se scurg de pe versantul de vest al munților Zarandului, astfel încât Canalul Matca la deversarea sa în Râul Cigher poate atinge un debit maxim de 20 m³/s.
Principalele pâraie care alimentează canalul matca sunt: Fântânele, Șiriuța, Coji, Grădău și Valea Rea, toate având debite reduse și chiar seacă uneori.
Unii consideră Matca drept o albie veche a râului Mureș, variantă care are o serie de adepți dar și de sceptici.
Canalul Matca este un canal săpat, executat în mai multe etape succesive. Primele informații despre lucrări de desecare au ca referință hărțile topografice, scara 1: 200 000, rezultate în cadrul celei de a treia campanii de ridicări topografice ale militarilor Imperiului Habsburgic, din 1910, fiind măsurată o lungime 19,7 km. Ulterior canalul Matca a fost extins, în etapa anilor 1940-1941 până la lungimea de 33,5 km, iar în perioada 1960-1970, până la 41,2 km. Cu porțiunea de legătură a canalului Matca săpată spre sud (spre râul Mureș), canalul are o lungime de 41,2 km și o suprafață bazinală de 257 km², conform cu Atlasul Cadastrul Apelor 1992.